# Restaurante Las Misiones
El restaurante Las Misiones es uno de los más antiguos y clásicos comercios del barrio histórico de Montevideo, donde ocupa un edificio patrimonial en la intersección de las calles Misiones y 25 de Mayo. El restaurante cuenta con un salón con capacidad para 60 personas, decorado con objetos antiguos, cuyo techo presenta un vitral.

## El edificio

### Historia
El edificio, en cuyos pisos superiores funcionarían oficinas y un comercio en la planta baja, data del año 1907. Entonces, la esquina de calles Misiones y 25 de Mayo, donde está emplazado, se llamaban San Felipe y San Pedro respectivamente. Esta fue, hasta mediados del siglo XX, la calle más elegante de la ciudad, con muchas tiendas, almacenes, confiterías y salones. A partir de entonces, estos comercios se trasladaron a la calle Sarandí, y los edificios se transforman en sedes de instituciones bancarias, oficinas comerciales y profesionales con gran movimiento durante el día y vacías en la noche. La calle Misiones era un eje comercial y financiero, con oficinas aduaneras.
El local comercial del edificio fue ocupado durante 10 años por una farmacia, que se trasladó a otra zona acorde a su ramo. Entonces, un comerciante de origen gallego abre allí un café y bar, como otros similares del barrio, donde la gente acostumbraba reunirse. Lo llamó Café de Las Misiones.
De día concurrían los oficinistas y profesionales y de noche llegaba la gente de mal vivir que después bajaba la cuesta hacia los bares de camareras.
Al enfermarse el primer dueño dejó el café a cargo de su hijo José Rodríguez, quien lo atendió eficientemente.
Hacia la década del 70, la Ciudad Vieja se volvió peligrosa, por lo que cerraron varios cafés, pero en el siglo XXI cambió la situación y un nuevo dueño reabrió el café con servicio de restaurante.

### Valor arquitectónico
La originalidad arquitectónica se ve en la fachada de estilo art nouveau, con revestimiento de coloridas mayólicas. Es uno de los motivos que valorizan el inmueble, con el concepto de «protección patrimonial» categoría 3GPP.
Al ser reabierto, fue reformado su interior para que funcionara como restobar.
El interior está decorado con pinturas de la ciudad, obras de Leandro Barrios y lucen los vitrales.